# Georg Allnoch
Georg Allnoch (* 23. April 1879; † 6. Februar 1961 in Eichriede bei Wunstorf) war ein deutscher Politiker (DNVP) und von 1922 bis 1924 Abgeordneter des Preußischen Landtages.

## Leben
Georg Allnoch war der Sohn des Rittergutsbesitzers Julius Caesar Josef Allnoch (1835–1893) und der Clara Allnoch, geborene Volkmer († 1928). Nach dem Besuch des Gymnasiums absolvierte er eine landwirtschaftliche Lehre auf dem Gut Schmolitz in Schmelzdorf bei Boesdorf. Er leistete 1899 Wehrdienst als Einjährig-Freiwilliger in Schweidnitz und war danach Reserveoffizier. 1902 wurde er zum Leutnant, später zum Hauptmann der Reserve befördert und nahm 1914/18 am Ersten Weltkrieg in Frankreich teil. Beruflich war er als Wirtschaftsassistent und Wirtschaftsinspektor auf landwirtschaftlichen Gütern in Niederschlesien tätig. Nach dem Ersten Weltkrieg übernahm er das seit 1860 in Familienbesitz befindliche Gut Schmolitz in Schmelzdorf, das er in den folgenden Jahren um weitere Grundstücke und eine Mühle erweiterte.
Allnoch war Mitglied des Kreistages des Kreises Neisse und des Kreisausschusses. Zudem war er Amtsvorsteher und Vorsteher des Gutsbezirkes. Nach 1918 übernahm er zeitweise den Vorsitz des später in den Landbund aufgegangenen Verbandes christlicher Landwirte für die Landkreise Neisse, Grottkau und Falkenberg. Am 19. November 1922 wurde er bei der nachgeholten Landtagswahl im Wahlkreis 9 (Oppeln) als Landeswahlvorschlag der DNVP in den Preußischen Landtag gewählt, dem er bis 1924 angehörte. Um 1930 war Allnoch Landesältester der Neiße-Grottkauer Fürstentumslandschaft. Gegen Ende des Zweiten Weltkrieges flüchtete er im März 1945 als Heimatvertriebener mit seiner Familie nach Starsiedel und ließ sich im Mai 1946 in Eichriede bei Wunstorf nieder.
Georg Allnoch war seit 1907 mit Clara Moecke (1885–1974), der Tochter eines Amtsrichters, verheiratet. Das Ehepaar hatte drei Kinder.